# Caenopedina capensis
Caenopedina capensis is een zee-egel uit de familie Pedinidae.
De wetenschappelijke naam van de soort werd in 1923 gepubliceerd door Hubert Lyman Clark.